# Hrátky s čertem (film)
Hrátky s čertem jsou československý hraný film z roku 1956, který režíroval Josef Mach podle stejnojmenné divadelní hry Jana Drdy. Pohádkové kulisy a kostýmy vytvořil výtvarník Josef Lada.

## Děj
Vysloužilý voják Martin Kabát se neumí bát. Jde proto přenocovat do starého pustého mlýna, aby zjistil, zdali tam opravdu straší. Princezna Dišperanda a její služebná Káča se upíší čertu, aby získaly vytouženého ženicha. Čert odnese Káču do pekla a Martin Kabát ji jde z pekla vysvobodit, což se mu za pomoci božího anděla Theofila nakonec povede. Martin Kabát zůstane s Káčou hospodařit v opuštěném mlýně.

## Obsazení
| Josef Bek            | vysloužilý dragoun Martin Kabát |
| Eva Klepáčová        | služka Káča                     |
| Alena Vránová        | princezna Dišperanda            |
| František Smolík     | poustevník Školastykus          |
| Jaroslav Vojta       | loupežník Sarka Farka           |
| Bohuš Záhorský       | král                            |
| Stanislav Neumann    | zapomenutý čert Omnimor         |
| František Filipovský | zapomenutý čert Karborund       |
| Josef Vinklář        | mladý čert – myslivec Lucius    |
| Ladislav Pešek       | pán pekla Belzebub              |
| Vladimír Ráž         | kníže pekla Solfernus           |
| Rudolf Deyl ml.      | pobočník pána pekla Belial      |
| Antonín Šůra         | anděl Teofil                    |
| Josef Mixa           | myslivec Hubert                 |

## Tvůrci a štáb
- Režie: Josef Mach
- Předloha: Jan Drda (stejnojmenná divadelní hra)
- Scénář: Jan Drda, Josef Mach
- Kamera: Jan Stallich
- Vedoucí výroby: Bohuslav Kubásek
- Hudba: Jiří Srnka
- Nahrál: Filmový symfonický orchestr (řídil František Belfín)
- Výtvarník: Josef Lada
- Filmový výtvarník: Vladimír Dvořák
- Stavby: Karel Škvor, Milan Nejedlý
- Kostýmní poradce: Karel Postřehovský
- Zvuk: Adolf Böhm
- Střih: Josef Dobřichovský
- Umělecký maskér: Gustav Hrdlička

## Návštěvnost
- Snímek Hrátky s čertem se staly nejnavštěvovanějším českým filmem roku 1957, v kinech jej v tom roce vidělo 1 967 597 diváků.[1]
- Od své premiéry v dubnu 1957 až do 30. září 1959 vidělo film v českých kinech v rámci 9 746 představení celkem 2 507 499 diváků.[2]
- Od své premiéry v dubnu 1957 až do 30. června 1975 vidělo film v českých kinech 3 720 236 diváků a ve slovenských kinech 498 864 diváků, celkem vidělo film 4 219 100 diváků.[3]
- Od své premiéry v dubnu 1957 až do 31.12.1987 vidělo film v českých kinech v rámci 18 966 představení celkem 3 993 193 diváků.[4]
- Od své premiéry v dubnu 1957 až do 31. prosince 1994, kdy byl vyřazen z distribuce, vidělo film v českých kinech v rámci 19 615 představení celkem 4 038 676 diváků.[5]